# AM 1316-241
AM 1316-241 هو اصطدام مجري، يقع في كوكبة الشجاع.

## روابط خارجية
- AM 1316-241 على موقع ويكي سكاي: DSS2, SDSS, GALEX, IRAS, Hydrogen α, X-Ray, Astrophoto, Sky Map, Articles and images